# Stora ungerska slättlandet

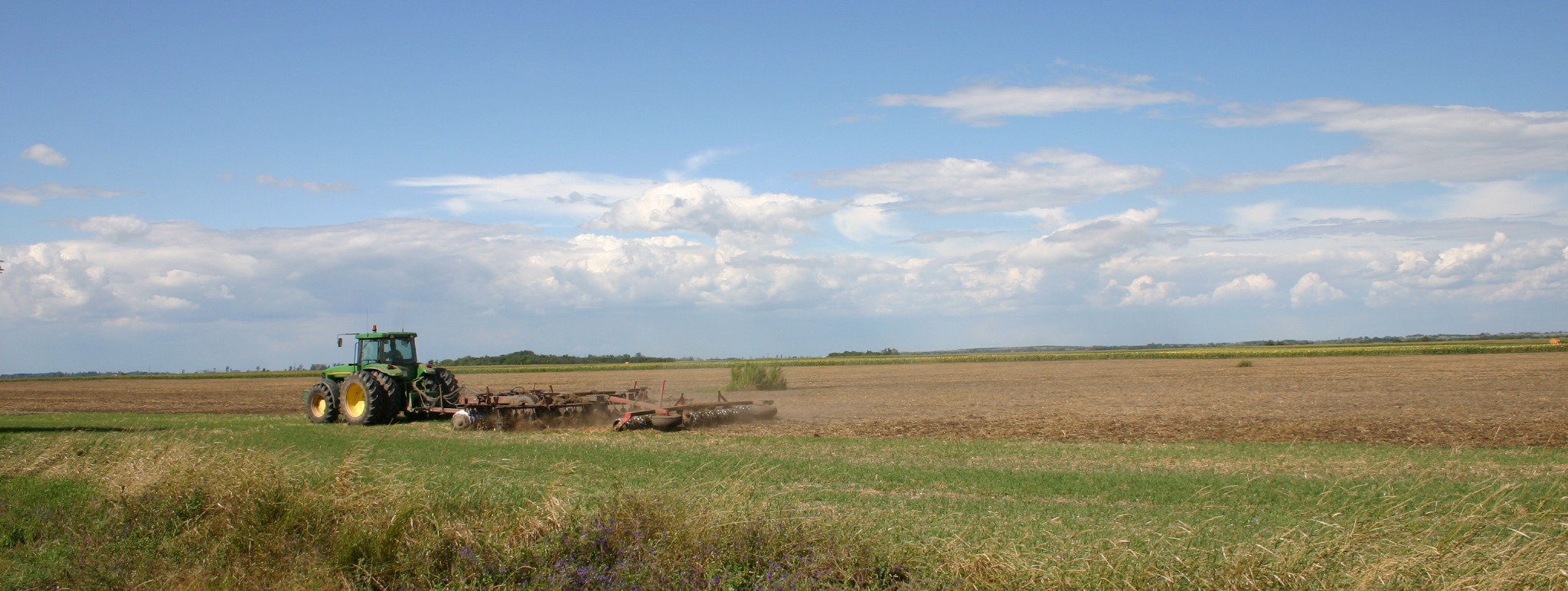
Jordbruk på Slättlandet

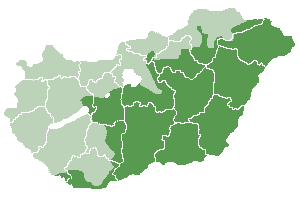
Slättlandet inom nuvarande Ungern

Stora ungerska slättlandet eller Alföld (ungerska: Alföld eller Nagy-Alföld, tidigare Nagy-Magyar-Alföld) är ett vidsträckt slättland som ligger i Pannoniska bäckenet. Det genomkorsas av de två stora floderna Donau och Tisza och deras bifloder. Slättlandet avgränsas i norr och öster av Karpaterna, i sydväst av Dinariska alperna och i nordväst av Transdanubiska bergen (bortom de senare finns Lilla ungerska slättlandet).
Inom Ungern är Alföld uppdelad mellan två regioner: Észak-Alföld (Nord) och Dél-Alföld (Syd).

## Historia
Fram till första världskrigets slut låg Alföld i mitten av gamla Ungerska Kungariket, ofta omtalad som Puszta. Sedan Trianonfördraget 1921 är slätten uppdelat mellan Ungern och fem "efterträdarstater": Slovakien, Ukraina, Rumänien, Serbien och Kroatien trots att slättlandet (till skillnad från de omkringliggande bergskedjorna) nästan överallt hade ungersk befolkningsmajoritet.